# 八幡神社 (川越市山田)
八幡神社（はちまんじんじゃ）は、埼玉県川越市の神社。

## 歴史
創建年代は不明である。日本武尊の東征の折に、剣を祀ったのが起源と伝えられている。また源頼政が奉納したという鉄灯籠や木椀が残されている。
1872年（明治5年）、近代社格制度に基づく「村社」に列せられ、1901年（明治34年）に2社、1908年（明治41年）に1社が合祀された。

## 文化財
- 山田八幡神社本殿 付元禄10年棟札（川越市指定有形文化財 平成17年7月22日指定）[2]

## 交通アクセス
- 路線バス浄国寺停留所より徒歩8分。